# Élection présidentielle biélorusse de 2025
L'élection présidentielle biélorusse de 2025 se tient le 26 janvier 2025 afin d'élire le président de la république de Biélorussie. 
Au pouvoir depuis 1994, le président sortant Alexandre Loukachenko est réélu pour un septième mandat avec plus de 87 % des voix dès le premier tour, en l'absence de réelle opposition.

## Contexte

### Général

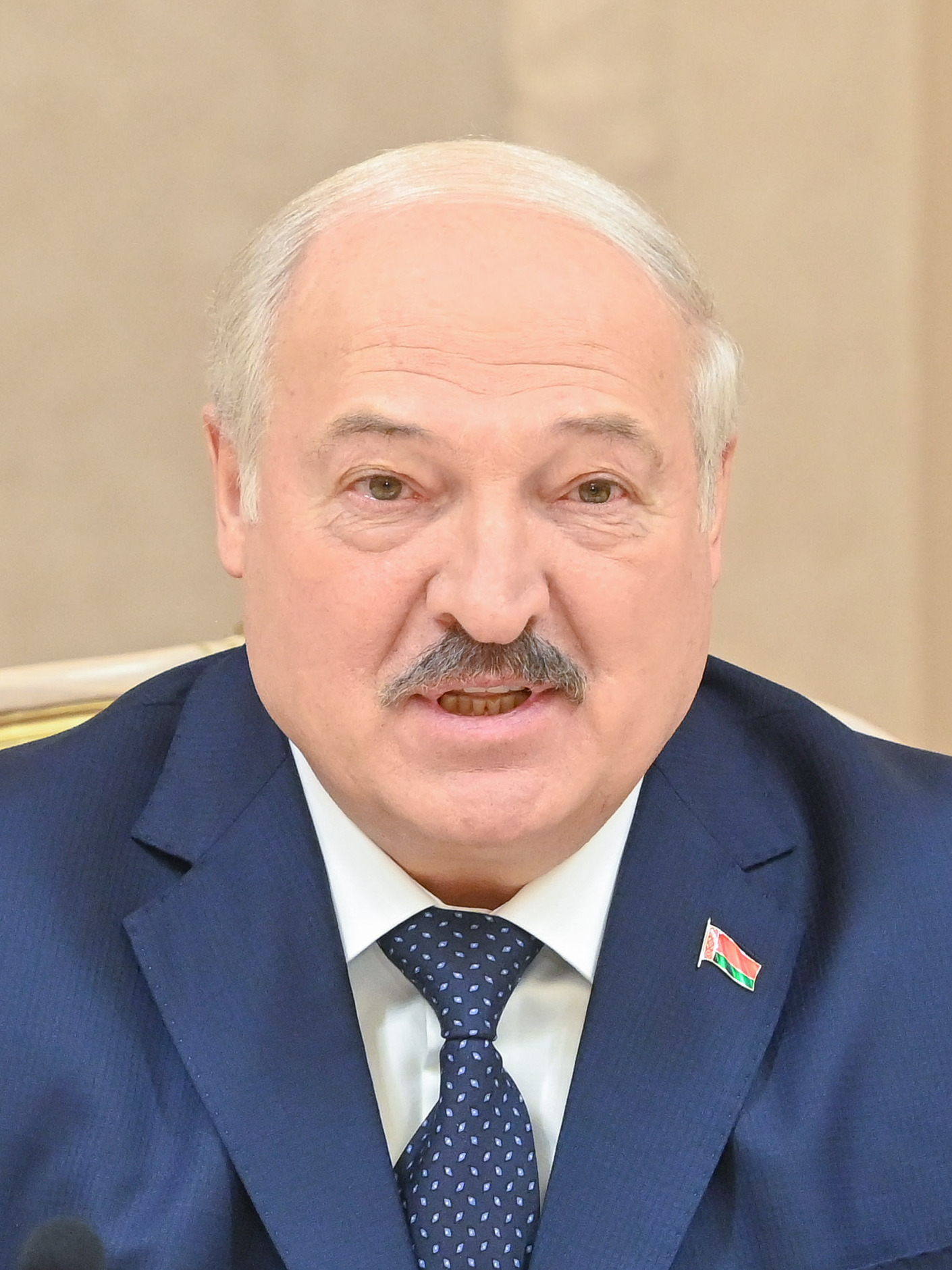
Alexandre Loukachenko.

Dès l'élection présidentielle de 2001, la communauté internationale s'accorde pour dire que le processus électoral en Biélorussie n'est pas « libre et équitable ».
En 2020, la large victoire d'Alexandre Loukachenko à l'élection présidentielle est contestée par l'opposition, qui juge le scrutin frauduleux. Il donne lieu à un mouvement d'opposition inédit dans l'histoire de la Biélorussie, impliquant notamment de larges manifestations, qui réunissent plusieurs centaines de milliers de personnes dans les rues, notamment à Minsk. Le mouvement est suivi d'une forte répression par le régime au pouvoir et plusieurs centaines de dissidents sont arrêtés et emprisonnés, notamment Maria Kolesnikova et Sergueï Tikhanovski.
L'élection présidentielle de 2025 intervient dans le contexte de l'invasion de l'Ukraine par la Russie. La Biélorussie est proche de la Russie et autorise Vladimir Poutine à lancer son invasion depuis son territoire biélorusse en février 2022. Les forces armées biélorusses ne sont pas engagées dans le conflit. Le pays renforce toutefois ses liens stratégiques avec la Russie, notamment en accueillant des armes nucléaires tactiques russes sur son territoire. Fin septembre 2024, Vladimir Poutine annonce une révision du principe russe d'emploi des armes nucléaires pour y inclure la Biélorussie, « en cas d'agression ».

### Organisation du scrutin
En octobre 2024, le président sortant Loukachenko ne s'est pas encore déclaré officiellement candidat pour un autre mandat, qui serait son septième. Cependant, la majorité des commentateurs estiment qu'il n'abandonnera pas le pouvoir et participera bien à l'élection. En février 2024, avant la révélation de la date du scrutin, il avait en effet annoncé son intention d'être candidat en 2025.
Le 23 octobre 2024, la Commission électorale biélorusse annonce la date du scrutin, qui doit avoir lieu le 26 janvier 2025. Svetlana Tikhanovskaïa, l'une des leaders de l'opposition démocratique du Bélarus, s'exprime le même jour, dénonçant « un « simulacre » d'élection « sans véritable processus électoral » et « menée dans une atmosphère de terreur » ».

## Système électoral
Le président de la république de Biélorussie est élu au suffrage universel direct pour un mandat de cinq ans renouvelable une seule fois, selon une forme modifiée du scrutin uninominal majoritaire à deux tours : est élu le candidat qui recueille plus de 55 % des suffrages exprimés au premier tour. À défaut, un second tour est organisé entre les deux candidats arrivés en tête, et celui recueillant le plus de suffrages est déclaré élu.
La révision de la Constitution approuvée par référendum en février 2022 a rétabli la limite à un maximum de deux mandats présidentiels, mais cette dernière ne prend pas en compte les mandats passés ou en cours. Alors en poste, Alexandre Loukachenko est donc rééligible pour deux mandats supplémentaires,.

## Résultats
| Candidats                | Candidats                | Partis                   | Premier tour | Premier tour |
| Candidats                | Candidats                | Partis                   | Voix         | %            |
| ------------------------ | ------------------------ | ------------------------ | ------------ | ------------ |
|                          | Alexandre Loukachenko    | Indépendant              | 5 136 995    | 87,48        |
|                          | Sergueï Syrankov (en)    | KPB                      | 189 930      | 3,23         |
|                          | Oleg Gaïdoukevitch (en)  | LDPB                     | 119 520      | 2,04         |
|                          | Hanna Kanapatskaïa (en)  | Indépendante             | 110 053      | 1,87         |
|                          | Alexandre Khijniak (en)  | RPTS (en)                | 102 953      | 1,75         |
|                          | « Aucun d'entre eux »    | « Aucun d'entre eux »    | 213 006      | 3,63         |
|                          |                          |                          |              |              |
| Votes valides            | Votes valides            | Votes valides            | 5 872 457    | 99,25        |
| Votes blancs et nuls     | Votes blancs et nuls     | Votes blancs et nuls     | 44 377       | 0,75         |
| Total                    | Total                    | Total                    | 5 916 834    | 100          |
| Abstention               | Abstention               | Abstention               | 987 160      | 14,30        |
| Inscrits / participation | Inscrits / participation | Inscrits / participation | 6 903 994    | 85,70        |

## Analyse et conséquences
Alexandre Loukachenko remporte pour la septième fois la présidence avec 87,48 % des voix. Le jour de l'élection, les principaux opposants sont déjà emprisonnés et certains, comme Svetlana Tikhanovskaïa, vivent en exil. L'Union européenne dénonce un « simulacre d’élection ».
Alexandre Loukachenko prête serment pour un septième mandat le 25 mars 2025.